# Castlevania: Legacy of Darkness
Castlevania: Legacy of Darkness és un videojoc que ha sigut desenvolupat i publicat per Konami per la Nintendo 64. És part de la saga Castlevania, i en va ser el primer llançat a Amèrica del Nord el 30 de novembre de 1999. El títol en japonès és Akumajō Dracula Mokushiroku Gaiden Legend of Cornell (悪魔城ドラキュラ黙示録外伝 LLEGENDA DE CORNELL, Akumajō Dorakyura Mokushiroku Gaiden Rejendo obu Kōneru, lit. "Història suplemental de l'apocalipsi del castell endimoniat de Dràcula: Llegenda de Cornell").

## Personatges
Protagonistes:
- Cornell
- Henry Oldrey
- Carrie Fernandez
- Reinhardt Schneider

Antagonistes:
- Actrise
- Death
- Malus / Dracula
- Fernandez warrior
- Ortega
- Gilles de Rais
- Renon

Repartiment de suport:
- Ada
- The Ferryman
- J.A. Oldrey
- Mary Oldrey
- Charles Vincent
- Rosa